# 鹿児島西警察署
鹿児島西警察署（かごしまにしけいさつしょ）は、鹿児島県鹿児島市城西三丁目にある鹿児島県警察の警察署である。
鹿児島中央駅周辺が管轄区域に含まれており、筆頭警察署である鹿児島中央警察署に次ぐ位置の警察署でもある。署長の階級は警視正。

## 概要

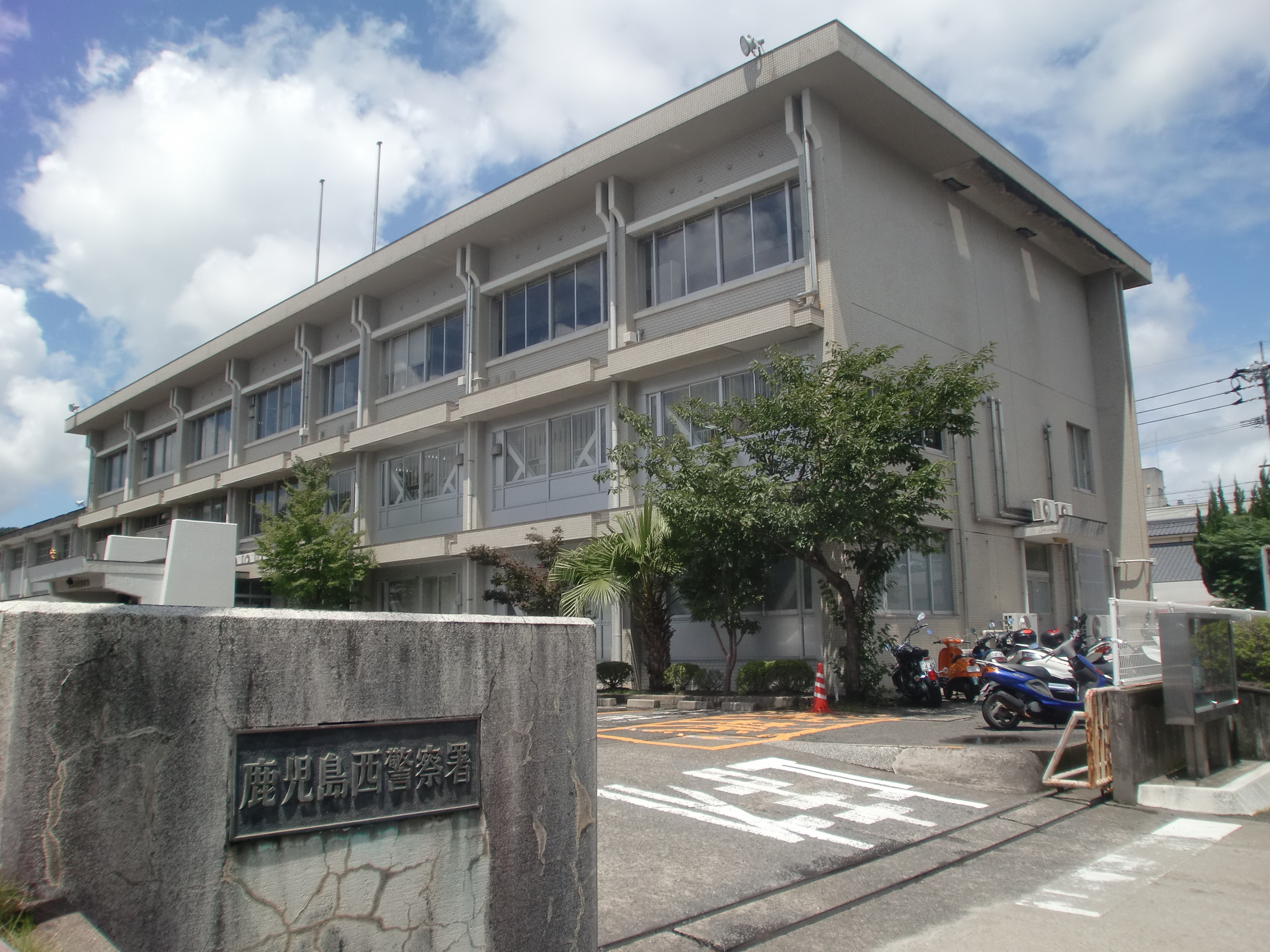
鹿児島西警察署旧庁舎

- 所在地：鹿児島県鹿児島市城西三丁目8番10号
- 管轄区域：鹿児島県鹿児島市北西部及び旧吉田町（牟礼岡を除く）、松元町、郡山町
- 運転免許証の更新：不可
- 運転免許証の再交付：不可
- 運転免許証の失効に伴う新規免許証の申請：不可

## 沿革
- 1970年（昭和45年） - 鹿児島西警察署開設準備室を設置[2]。
- 1971年（昭和46年） - 鹿児島警察署（同時に鹿児島中央警察署に改称）の管轄区域の一部を分割し、鹿児島西警察署として設置された[2]。
- 2018年（平成30年）3月19日　- 新庁舎完成、同日より業務開始。

## 組織
- 署長
- 副署長
- 警務課
- 留置管理課
- 会計課
- 生活安全課
- 地域課
- 刑事第一課
- 刑事第二課
- 交通課
- 警備課

## 交番
| 交番           | 所在地   | 所在地       |
| 交番           | 市町村名 | 町・字名     |
| -------------- | -------- | ------------ |
| 明和           | 鹿児島市 | 明和一丁目   |
| 田上           | 鹿児島市 | 田上七丁目   |
| 鹿児島中央駅前 | 鹿児島市 | 中央町       |
| 草牟田         | 鹿児島市 | 草牟田二丁目 |
| 伊敷           | 鹿児島市 | 伊敷五丁目   |
| 松元           | 鹿児島市 | 春山町       |
| 吉田           | 鹿児島市 | 本名町       |
| 郡山           | 鹿児島市 | 郡山町       |

## 管轄区域
旧鹿児島市区域
| - 武1-3丁目 - 中央町 - 上之園町 - 西田1-3丁目 - 常盤町 - 原良町 - 薬師1-2丁目 - 城西1-3丁目 - 鷹師1-2丁目 - 永吉1-3丁目 - 新照院町 - 草牟田町 - 草牟田1-2丁目 - 城山1-2丁目 - 西伊敷1-7丁目 - 千年1-2丁目 | - 緑ケ丘町 - 玉里町 - 玉里団地1-3丁目 - 伊敷町 - 伊敷1-8丁目 - 伊敷台1-7丁目 - 下伊敷1-3丁目 - 小野町 - 小野1-4丁目 - 小山田町 - 犬迫町 - 花野光ヶ丘1-2丁目 - 皆与志町 - 岡之原町 - 川上町 | - 田上1-8丁目 - 田上台1-4丁目 - 唐湊1-3丁目 - 田上町 - 武岡1-6丁目 - 明和1-5丁目 - 西陵1-8丁目 - 西別府町 - 五ケ別府町 - 下田町 - 西坂元町(分割) - 若葉町 - 照国町 - 上荒田町 - 郡元1丁目 - 宇宿町 |

|  |  |  |

旧吉田町区域
| - 東佐多町 - 西佐多町 | - 本城町 - 本名町 | - 宮之浦町 |

旧松元町区域
| - 上谷口町 - 春山町 - 石谷町 | - 松陽台町 - 福山町 - 直木町 | - 入佐町 - 四元町 - 平田町 |

旧郡山町区域
| - 郡山町 - 油須木町 - 西俣町 | - 東俣町 - 花尾町 - 川田町 | - 有屋田町 - 郡山岳町 |

## 警察署周辺の施設
- 鹿児島市立原良小学校
- 鹿児島市立城西中学校
- 鹿児島高等学校
- 鹿児島県立鶴丸高等学校
- 鹿児島アリーナ（通称・西原商会アリーナ）
- 鹿児島拘置支所

## 主な未解決事件
- 鹿児島市田上台強盗殺人事件[3]